# Chevêchette du Costa Rica
Glaucidium costaricanum
Espèce
Synonymes
- Glaucidium jardinii costaricanum
Kelso, 1937 (protonyme)

Statut de conservation UICN

 LC  : Préoccupation mineure
Statut CITES
La Chevêchette du Costa Rica (Glaucidium costaricanum) est une espèce d'oiseaux de la famille des Strigidae, autrefois considérée comme une sous-espèce de la Chevêchette des Andes (G. jardinii).

## Description
Il existe deux morphes de la chevêchette du Costa Rica : la première est la forme brune et la seconde est la forme rousse. La forme brune est la plus répandue. Qu'elles soient sous la forme brune ou la forme rousse, ces chouettes font une longueur généralement comprise entre 15 et 16 cm,.

### Forme brune
Les chevêchettes du Costa Rica de la forme brune ont une calotte brune parsemée de nombreuses taches chamois. Le dos et le poitrail sont brun foncé, tachetés de blanc. La tête est légèrement plus claire et, comme sur la plupart des chevêchette, une paire de petites taches noires bordées de blanc se trouvent sur la nuque, ressemblant à des yeux ; ces taches sont des ocelles. Le ventre est blanchâtre avec quelques stries noires. Les sourcils et les lores sont blancs. Les pattes, le bec et l'iris sont jaune pâle.

### Forme rousse
Les chevêchettes du Costa Rica de la forme rousse sont similaires à celles de la forme brune. Cependant, elles apparaissent plus claires et plus rousses que la forme brune. Les individus de la forme brune ont des taches beaucoup plus éparpillées, voire presque inexistantes sur certains oiseaux.

## Répartition

Aire de répartition de la chevêchette du Costa Rica.

Cet oiseau vit dans les montagnes du Costa Rica et de l'ouest du Panama (cordillère de Talamanca).

## Habitat
Cet oiseau vit dans des forêts sèches, humides ou de nuage. On peut également le trouver dans les zones semi-ouvertes à la lisière des forêts à des altitudes comprises entre 900 et 1 200 m,.

## Comportement

### Habitudes
Cet oiseau est présumé sédentaire.

### Alimentation
Les chevêchettes du Costa Rica ont pour habitude de se nourrir de petits oiseaux, d'insectes, de lézards et d'autres vertébrés ainsi que de petits oiseaux.

### Reproduction
Les femelles pondent généralement entre 2 et 4 œufs par saison. La saison de reproduction est en mars. La durée d'incubation n'est pas encore bien connue. Ces chouettes nichent le plus souvent dans des trous de pic vert, à environ 2 mètres du sol.

## Statut
Bien que l'aire de répartition de cette espèce soit relativement petite, les spécialistes ne pensent pas qu'elle s'approche du seuil de vulnérabilité, établi par l'UICN à un déclin de la population d'une espèce donnée supérieur à 30 % sur dix ans ou trois générations. En effet, la population des chevêchette du Costa Rica semble être stable et c'est pour cela que l'UICN a classifié son statut de conservation de « préoccupation mineure ».